# ATP Challenger Ulm
Das ATP Challenger Ulm (offiziell: Müller Cup) war ein Tennisturnier, das jährlich zuerst von 1982 bis 1992 in Neu-Ulm und von 1993 bis 2002 in Ulm auf dem Gelände des SSV Ulm 1846 stattfand. Es gehörte zur ATP Challenger Tour und wurde im Freien auf Sand gespielt.
Rekordsieger sind im Einzel Younes El Aynaoui mit zwei Siegen und Jaroslav Navrátil im Doppel mit drei Siegen. Außerdem nahmen Topspieler wie Marcelo Ríos und Michael Stich in der 31-jährigen Geschichte am Turnier teil.

## Liste der Sieger

### Einzel
| Jahr | Sieger                | Finalgegner         | Ergebnis       |
| ---- | --------------------- | ------------------- | -------------- |
| 2002 | Oliver Gross          | Martin Verkerk      | 7:65, 4:6, 6:3 |
| 2001 | Nikolai Dawydenko     | Irakli Labadse      | 4:6, 7:62, 7:5 |
| 2000 | Germán Puentes        | David Sánchez       | 6:3, 6:3       |
| 1999 | Younes El Aynaoui (2) | Andrew Ilie         | 7:64, 6:3      |
| 1998 | Younes El Aynaoui (1) | Dinu Pescariu       | 6:4, 6:3       |
| 1997 | Dinu Pescariu         | Stefan Koubek       | 7:5, 6:1       |
| 1996 | Kris Goossens         | Karim Alami         | 6:4, 6:0       |
| 1995 | Carl-Uwe Steeb        | Karim Alami         | 4:6, 7:6, 6:0  |
| 1994 | Óscar Martínez        | Václav Roubíček     | 6:1, 6:1       |
| 1993 | David Prinosil        | Olivier Delaître    | 6:3, 6:3       |
| 1992 | Marcos Ondruska       | Marc-Kevin Goellner | 7:6, 6:1       |
| 1991 | Rodolphe Gilbert      | Tomas Nydahl        | 6:2, 6:4       |
| 1990 | Dmitri Poljakow       | Bart Wuyts          | 3:6, 7:5, 6:3  |
| 1989 | Ricki Osterthun       | Simone Colombo      | 5:1 aufgg.     |
| 1988 | Raúl Viver            | Stefan Eriksson     | 7:5, 6:2       |
| 1987 | Tomáš Šmíd            | Thierry Champion    | 6:3, 6:4       |
| 1986 | Simone Colombo        | Gilad Bloom         | 6:7, 6:4, 6:1  |
| 1985 | Milan Šrejber         | Kent Carlsson       | 0:6, 6:4, 6:2  |
| 1984 | Kent Carlsson         | Raúl Viver          | 6:3 6:1        |
| 1983 | Tomáš Šmíd            | Trevor Allan        | 7:5, 6:4       |
| 1982 | Karl Meiler           | Scott Lipton        | 2:6, 7:6, 6:1  |

### Doppel
| Jahr | Sieger                                                                | Finalgegner                                                           | Ergebnis                    |
| ---- | --------------------------------------------------------------------- | --------------------------------------------------------------------- | --------------------------- |
| 2002 | Leoš Friedl David Škoch (2)                                           | Tim Crichton Todd Perry                                               | 6:3, 4:6, 7:5               |
| 2001 | František Čermák David Škoch (1)                                      | Brandon Coupe Tim Crichton                                            | 6:2, 6:4                    |
| 2000 | Orlin Stanoitschew Michail Juschny                                    | Tomas Behrend Karsten Braasch                                         | 6:72, 7:5, 6:0              |
| 1999 | Andrew Painter Byron Talbot                                           | Dirk Dier Michael Kohlmann                                            | 6:3, 6:4                    |
| 1998 | Márcio Carlsson Jaime Oncins                                          | Dirk Dier Michael Kohlmann                                            | 6:4, 6:7, 6:3               |
| 1997 | Kris Goossens Tom Vanhoudt                                            | Petr Luxa Petr Pála                                                   | 6:3, 6:0                    |
| 1996 | Karsten Braasch Jens Knippschild                                      | Ģirts Dzelde Aleksandar Kitinov                                       | 7:5, 6:3                    |
| 1995 | Pablo Albano Tom Kempers                                              | Karim Alami Gábor Köves                                               | 6:7, 6:4, 6:4               |
| 1994 | Donald Johnson Jack Waite                                             | Wladimer Gabritschidse Andrei Merinow                                 | 4:6, 6:2, 6:0               |
| 1993 | David Prinosil Richard Vogel                                          | Jorge Lozano Udo Riglewski                                            | 6:1, 6:3                    |
| 1992 | Gustavo Luza Daniel Orsanic                                           | Bruce Derlin Steve Guy                                                | 6:3, 6:2                    |
| 1991 | Tarik Benhabiles Olivier Delaître                                     | Carl Limberger Diego Nargiso                                          | 6:4, 7:6                    |
| 1990 | Massimo Cierro Simone Colombo                                         | George Cosac Vojtěch Flégl                                            | 0:6, 6:2, 6:1               |
| 1989 | Jaroslav Navrátil (3) Christian Weis                                  | Simone Colombo Nevio Devide                                           | kampflos                    |
| 1988 | Michael Stich Martin Sinner                                           | Heinz Günthardt Balázs Taróczy                                        | 6:3, 6:4                    |
| 1987 | Mansour Bahrami (2) / Michael Mortensen Jaromir Becka / Udo Riglewski | Mansour Bahrami (2) / Michael Mortensen Jaromir Becka / Udo Riglewski | Finale wurde nicht gespielt |
| 1986 | Mansour Bahrami (1) Jaroslav Navrátil (2)                             | Menno Oosting Huub van Boeckel                                        | 7:5, 6:1                    |
| 1985 | David Mustard Jonathan Smith                                          | Tore Meinecke Ricki Osterthun                                         | 6:3, 4:6, 6:4               |
| 1984 | Stefan Hermann Brian Levine                                           | Eduardo Oncins Fernando Roese                                         | 6:4, 7:5                    |
| 1983 | Heinz Günthardt Balázs Taróczy                                        | Andrew Jarrett Nick Brown                                             | 6:2, 6:4                    |
| 1982 | Karl Meiler Jaroslav Navrátil (1)                                     | Dušan Kulhaj John Van Nostrand                                        | 6:3, 6:3                    |